# Spellemannprisen 1972
Der Spellemannpris 1972 war die erste Ausgabe des norwegischen Musikpreises Spellemannprisen. Die Nominierungen berücksichtigten Veröffentlichungen des Musikjahres 1972. Die Verleihung der Preise fand am 3. März 1973 statt. Den Ehrenpreis der Jury („Juryens hederspris“) erhielten Egil Monn-Iversen, Sølvi Wang, Brit Langlie und Rolv Wesenlund, die Verantwortlichen des Musicals Bør Børson Jr.

## Verleihung
Die erste Verleihung des Spellemannprisen fand am 3. März 1973 im Osloer Chateau Neuf statt. Der Preis war zuvor von der norwegischen Abteilung der International Federation of the Phonographic Industry (IFPI) ins Leben gerufen worden. Die Übertragung der Verleihung wurde sowohl im Fernsehen als auch im Radio gesendet.

## Gewinner
| Kategorie                                       | Gewinner                                                    | Werk                     |
| ----------------------------------------------- | ----------------------------------------------------------- | ------------------------ |
| Juryens hederspris (Ehrenpreis der Jury)        | Egil Monn-Iversen, Sølvi Wang, Brit Langlie, Rolv Wesenlund | Bør Børson Jr.           |
| Spesialpris (Spezielpreis)                      | Jens Book-Jensen                                            | –                        |
| Åpen Klasse (Offene Klasse)                     | Einar Schanke                                               | Kjære lille Norge (revy) |
| Årets arrangør (Arrangeur des Jahres)           | Sigurd Jansen                                               | –                        |
| Årets Barneplate (Kinderplatte des Jahres)      | Knutsen & Ludvigsen                                         | Brunost no igjæn         |
| Årets Gruppe (Gruppe des Jahres)                | Popol Vuh                                                   | Hosianna mantra          |
| Årets Kvinnelige Artist (Künstlerin des Jahres) | Kirsti Sparboe                                              | Dager med deg            |
| Årets Mannlige Artist (Künstler des Jahres)     | Erik Bye                                                    | Jeg vet en vind          |
| Årets seriøse plate (Seriöse Platte des Jahres) | Filharmonisk Selskaps Orkester, Miltiades Caridis           | Verker av Fartein Valen  |
| Årets viseplate (Weisenplatte des Jahres)       | Birgitte Grimstad                                           | Viser av Geirr Tveitt    |

## Nominierte
In manchen der Kategorien wurden mehrere Personen oder Gruppen nominiert, in anderen entschied eine Jury ohne Nominierungen. Zwei nominierte Beiträge werden im Archiv des Spellemannprisen ohne eine zugeordnete Kategorie aufgeführt. Diese sind Spelemenn fra Telemark mit dem Werk So sulla ho mor und Willy Andresen.Spellemannprisen arkiv. In: spellemann.no. Abgerufen am 18. April 2021 (norwegisch).
Åpen klasse
- Einar Schanke: Kjære lille Norge (revy)
- Frode Thingnæs
- Happy Reunion Jazz Band
- Stokstad/Jensen Trad. Band: Happy jazz

Årets Barneplate
- Knutsen & Ludvigsen: Brunost no igjæn?
- Mona Levin, Sidsel Levin: Stian med sekken reiser ut igjen

Årets Gruppe
- Popol Vuh: Hosianna mantra
- Christiania Fusel & Blaagress: Som varmt hvetebrød i tørt gress
- Hole in the Wall (Band): Hole in the Wall

Årets Kvinnelige Artist
- Grethe Kausland: Toppopp 1
- Hege Tunaal: Olje, brød og vin
- Kirsti Sparboe: Dager med deg

Årets Mannlige Artist
- Erik Bye: Jeg vet en vind
- Geirr Lystrup: Ti på taket og måltrostblues
- Lars Klevstrand: Til dere

Årets Seriøse plate
- Filharmonisk Selskaps Orkester, Miltiades Caridis: Verker av Fartein Valen
- Eva Knardahl
- Kjell Bækkelund
- Robert Riefling

Årets Viseplate
- Birgitte Grimstad: Viser av Geirr Tveitt
- Finn Kalvik: Finn
- Ole Paus: Garman